# Intae
Cheon In-tae（韓語：천인태，1997年4月3日—），韩国男歌手，是VT娱乐旗下的韩国歌手。2022年2月26日以Black Level出道，在团内担任主Rapper。

## 演艺生涯

### 2017-2018年：MIXNINE
10月，Intae参加了2Y娱乐旗下的JTBC新生存节目MIXNINE的试镜。 不幸的是他没有成为正式参赛者。

### 2018-2019年：DPOP Studio舞者
他在DPOP Studio（现UPVOTE 娱乐）旗下为多位艺人制作舞蹈翻唱。

### 2019-2020年：JTG Boys
2019年，Intae成为JTG Entertainment的练习生。
2020年，他是出道前组合JTG Boys的一员，但是未被公开为成员。

### 2021年-至今：Black Level
2021年9月19日，成为VT娱乐旗下即将出道的男子团体Black Level的成员。
2022年2月26日，以迷你专辑《New-Start》出道。

## 音乐作品

### 迷你专辑
- Black level時期：New-Start（2022）

## 创作作品
| Black Level | In My Heart、Infection、Drive、기다릴게 | New-Start | 作词 |

## 外部連結
- Black level的X（前Twitter）
- Black level的Instagram帳戶
- YouTube上的Black level頻道